# Matrimonio igualitario en España

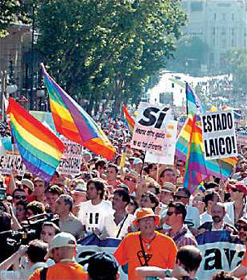
Marcha celebrando el día del orgullo gay y la legalización del matrimonio igualitario en España en julio de 2005.

El matrimonio igualitario en España es legal desde el 3 de julio de 2005. En 2004, el Partido Socialista Obrero Español (PSOE), dirigido por José Luis Rodríguez Zapatero, se presentó a las elecciones generales con un programa que incluía el compromiso de «posibilitar el matrimonio entre personas del mismo sexo y el ejercicio de cuantos derechos conlleva.» Tras el triunfo socialista en las elecciones y la formación del gobierno, y después de mucho debate, el 30 de junio de 2005 se aprobó la ley que modificaba el código civil y permitía el matrimonio entre personas del mismo sexo (y, como consecuencia de esto, otros derechos como la adopción conjunta, herencia y pensión). La ley fue publicada el 2 de julio de 2005, y el matrimonio entre personas del mismo sexo fue oficialmente legal en España el 3 de julio de 2005, siendo el tercer país en el mundo en legalizarlo.
A pesar del apoyo del 66% de la población española al matrimonio igualitario, la tramitación de esta ley se vio acompañada de movilizaciones sociales en contra, pero también a favor de la medida, que congregaron a miles de personas de toda España. Mientras que los partidarios de la medida estimaban que la verdadera igualdad solo se consigue si se equiparan todas las parejas en una misma figura jurídica, el matrimonio, sus oponentes opinaban que el término "matrimonio" debería reservarse a la unión de un hombre y una mujer. La Iglesia católica se opuso a esta ley, considerándola un ataque a la institución del matrimonio. Otras asociaciones también expresaron su preocupación sobre la posibilidad de que las personas homosexuales pudieran adoptar menores. Tras su aprobación, el Partido Popular presentó un recurso contra la ley en el Tribunal Constitucional, que se resolvió el 6 de noviembre de 2012, siete años después de su tramitación, con 8 votos a favor de la constitucionalidad del matrimonio homosexual y 3 en contra.
Unas 4500 parejas del mismo sexo contrajeron matrimonio en España durante el primer año de vigencia de la ley. Poco después de que la ley fuera aprobada, surgieron dudas sobre la situación legal del matrimonio con personas de países que no permiten el matrimonio entre personas del mismo sexo. Sobre esta cuestión, el Ministerio de Justicia español determinó que la ley española permite que un español se case con un extranjero —o que dos extranjeros que residan legalmente en España se casen entre sí—, incluso cuando las leyes nacionales de esos extranjeros no reconozcan los matrimonios entre personas del mismo sexo.

## Historia
En 1994, la ley de arrendamientos urbanos concede por primera vez algunos derechos limitados a las parejas convivientes con independencia de su orientación sexual. Durante la década de 1990, algunas comunidades autónomas habían aprobado legislaciones propias sobre parejas de hecho, que permitían a las parejas formadas por personas del mismo sexo registrar su unión y obtener algunos beneficios administrativos. La primera ley fue la de Cataluña, aprobada en 1998, la cual, sin embargo, no permitía la adopción conjunta a las parejas homosexuales. En 2000, Navarra aprobaba una ley similar, con la única oposición de Unión del Pueblo Navarro, que, sin embargo, sí permitía la adopción de niños por parejas homosexuales. El Partido Popular recurrió la norma al Tribunal Constitucional, con el argumento de que debía protegerse a los menores. Por entonces, la ley española permitía a personas solteras adoptar menores. De esta forma, una pareja homosexual podía realizar una adopción de facto, pero el miembro de la pareja que no fuera el progenitor legal carecía de derechos si la relación terminaba o el progenitor legal fallecía. Dado que la competencia exclusiva para regular las formas de matrimonio corresponde al Estado en virtud del artículo 149.1.8 de la Constitución española, la mencionada legislación autonómica no podía otorgar a dichas parejas de hecho el estatus de matrimonio. A nivel nacional, habían existido varios intentos desde 1994 por aprobar una ley de parejas de hecho, que también afectaban a las parejas homosexuales, sin éxito. Hasta septiembre de 2001, los esfuerzos legislativos se habían enfocado en crear una ley de parejas de hecho que equiparase los derechos de dichas parejas, incluyendo las homosexuales, con los matrimonios. En esa fecha se presentó la primera propuesta formal en las Cortes Generales del Reino para modificar el Código Civil y permitir el matrimonio entre personas del mismo sexo.
El 30 de junio de 2004, el nuevo ministro de Justicia, Juan Fernando López Aguilar, anunció que el Congreso de los Diputados había aprobado provisionalmente una proposición de ley para extender el derecho de matrimonio a las parejas del mismo sexo. Esto cumpliría una promesa realizada por el presidente Zapatero el día de su discurso inaugural. El ministro también anunció dos enmiendas, introducidas por Convergencia i Unió; la primera introducía estatus legal para las parejas de hecho heterosexuales y homosexuales, mientras que la segunda permitía a las personas transexuales cambiar legalmente su nombre sin la necesidad de someterse a una cirugía previa.

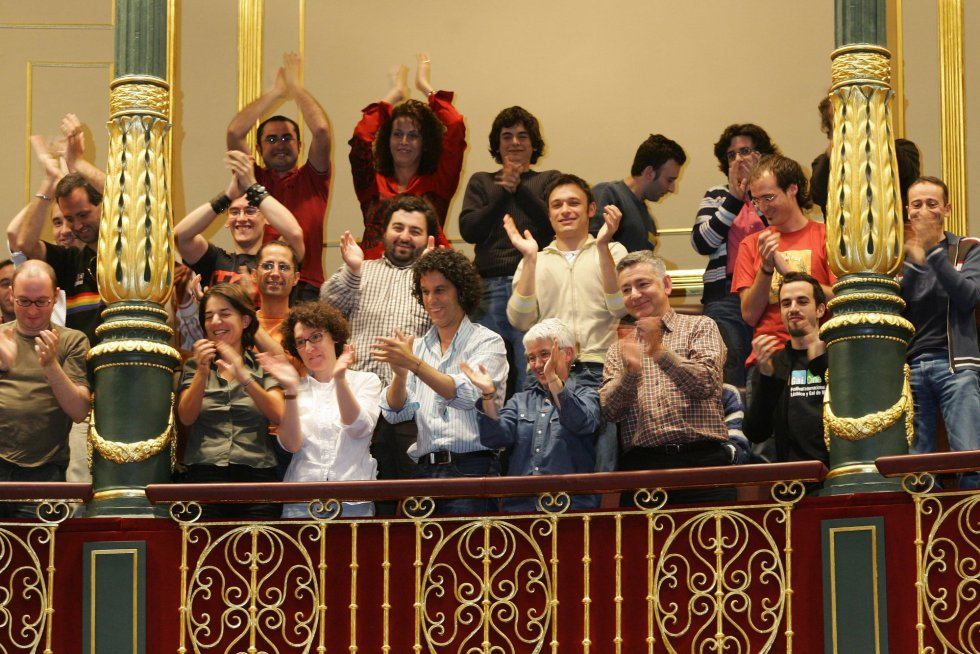
Celebración en el Congreso el día que se aprobó el matrimonio igualitario en España.

El proyecto de ley sobre el matrimonio entre personas del mismo sexofue aprobado por el Consejo de Ministros el 1 de octubre de 2004. Fue enviado a las Cortes Generales el 31 de diciembre, y aprobado por el Congreso el 21 de abril de 2005. Sin embargo el 22 de junio, el texto fue rechazado por el Senado, en el que el principal partido de la oposición (Partido Popular) poseía la mayoría de los escaños. El texto retornó al Congreso, que levantó el veto del Senado y aprobó el texto finalmente el 30 de junio de 2005, con 187 votos a favor, 147 en contra y cuatro abstenciones. Con la aprobación definitiva de la ley el 2 de julio de 2005, España se convirtió en el tercer país del mundo en legalizar el matrimonio igualitario después de los Países Bajos y Bélgica; Canadá lo haría pocos días después.
El 11 de julio de 2005 se celebró en Tres Cantos (Madrid) la primera boda entre dos personas del mismo sexo, Emilio Menéndez y Carlos Baturin, que convivían en pareja desde hacía más de treinta años. El primer matrimonio entre mujeres se celebró en Barcelona once días después. A pesar de todos estos pasos para eliminar la discriminación existente, existía un fallo legal: los niños nacidos en el seno de un matrimonio entre mujeres lesbianas no podían ser legalmente reconocidos por la madre no biológica, que debía entonces iniciar costosos y largos trámites de adopción, cosa que no ocurre en los matrimonios heterosexuales, donde el padre solamente necesita reconocer al niño sin necesidad de posteriores requisitos. El 7 de noviembre de 2006, el Gobierno español modificó la Ley de Reproducción Asistida, permitiendo a la madre no biológica reconocer a los niños nacidos dentro del matrimonio entre mujeres.

## Tramitación parlamentaria de la Ley 13/2005

### Antecedentes
En las elecciones generales de 2004, el Partido Socialista Obrero Español anunció, como parte de su programa electoral, el compromiso de "posibilitar el matrimonio entre personas del mismo sexo y el ejercicio de cuantos derechos conlleva, en igualdad de condiciones con otras formas de matrimonio, para asegurar la plena equiparación legal y social de lesbianas y gais". En el discurso de investidura, el nuevo presidente del Gobierno, José Luis Rodríguez Zapatero, avanzó que su Gobierno presentaría un proyecto de ley que, de acuerdo con la promesa electoral, extendiera el derecho a contraer matrimonio a las personas del mismo sexo, incluyendo el derecho a la adopción.
El ministro de Justicia, Juan Fernando López Aguilar, anunció el 30 de junio de 2004 ante el Congreso de los Diputados la aprobación de un anteproyecto de ley de reforma del Código Civil, con el fin de eliminar las limitaciones existentes y así lograr que el matrimonio fuera independiente del sexo de los contrayentes. El anteproyecto de ley fue estudiado por el Consejo de Estado, quien, a pesar de reconocer lo inadmisible de la discriminación existente hacia las personas homosexuales, informó críticamente acerca de la extensión del matrimonio a las parejas del mismo sexo, señalando que dicha extensión no venía exigida por la Constitución y el mismo resultado (es decir, la ausencia de discriminación) podía lograrse a través de otros medios.

### Aprobación por el Congreso de los Diputados
A pesar del informe negativo del Consejo de Estado, el Gobierno presentó el proyecto de ley ante el Congreso de los Diputados el día 1 de octubre de 2004. Todos los grupos parlamentarios, excepto el del Partido Popular y los diputados de Unió Democràtica de Catalunya, se mostraron favorables a esta reforma. El 21 de abril de 2005, el Congreso de los Diputados aprobó el proyecto de ley, con 183 votos a favor, 136 en contra y tres abstenciones.

### Veto del Senado
De acuerdo con las previsiones constitucionales, el texto aprobado por el Congreso de los Diputados fue remitido al Senado para su debate y (en su caso) aprobación, enmienda o veto. El día 21 de junio de 2005 comparecieron en el Senado ciertos expertos convocados a propuesta de los grupos parlamentarios con presencia en el Senado para opinar sobre el proyecto de ley. La opinión de los expertos fue diversa: algunos sostuvieron que la adopción de niños por parejas homosexuales no tiene ningún efecto en los niños, más allá de su mayor tolerancia ante la homosexualidad. Sin embargo, el psiquiatra Aquilino Polaino (convocado como experto por iniciativa del Partido Popular) calificó la homosexualidad de patología y de "trastorno emotivo", expresando, entre otras afirmaciones que suscitaron polémica, que "muchos homosexuales tienen antecedentes de violación sexual desde pequeños" o que gais y lesbianas provienen generalmente de familias con padres "hostiles, alcohólicos y distantes" y madres "sobreprotectoras" con los hijos varones y "frías" con las mujeres. Dirigentes del PP se desvincularon más tarde de esas declaraciones de Aquilino Polaino.
El Senado vetó el texto remitido por el Congreso de los Diputados. La propuesta de veto fue presentada por el Partido Popular (PP), que mantenía una mayoría casi absoluta en el Senado, y senadores de Unió Democràtica de Catalunya (miembro de la coalición CiU) y aprobada por 131 votos (126 votos del PP, cuatro de Unió y uno del Partido Aragonés) contra 119 (los del resto de los grupos). Dos senadores de CiU se abstuvieron y uno del PNV se ausentó. Como consecuencia de este veto, la reforma fue devuelta al Congreso de los Diputados.

### Ratificación del Congreso y entrada en vigor

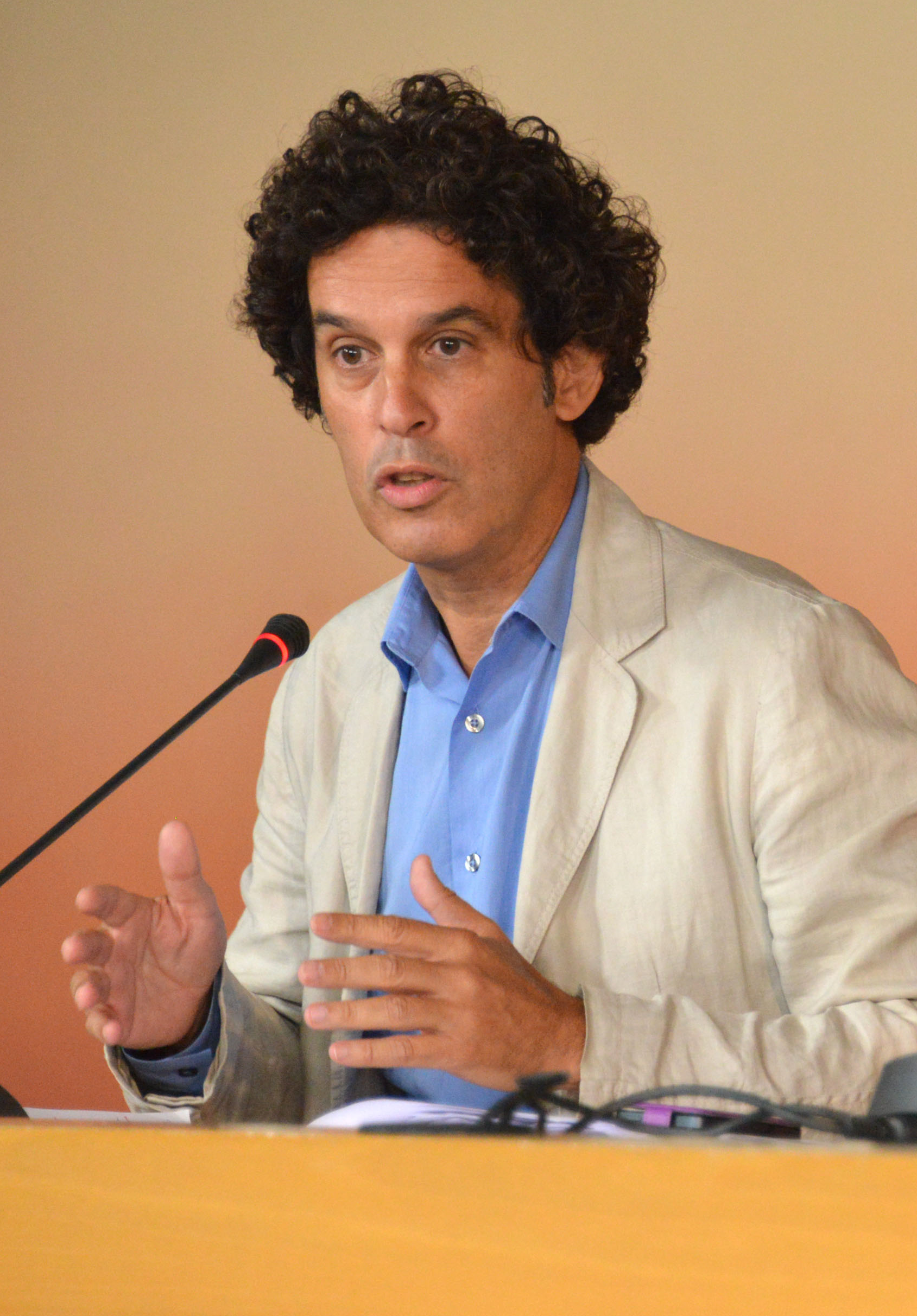
El político Pedro Zerolo fue uno de los mayores promotores de la ampliación del derecho al matrimonio y a la adopción de parejas homosexuales en el país.

El día 30 de junio de 2005, el texto vetado por el Senado fue votado de nuevo y aprobado por la mayoría absoluta del Congreso, lo que, de acuerdo con las previsiones constitucionales, levantaba el veto del Senado. El veto fue levantado con el voto de 187 diputados (los del PSOE, ERC, Nafarroa Bai, Izquierda Unida-Verdes, PNV, BNG, CC, CHA y dos diputados de Convergència Democràtica de Catalunya, así como con el voto de Celia Villalobos, diputada del PP). En contra de levantar el veto del Senado votaron 147 diputados (PP y Unió Democràtica de Catalunya). También hubo cuatro abstenciones. El levantamiento del veto supuso la aprobación definitiva como ley.
La Ley 13/2005 fue sancionada por el Rey, Juan Carlos I, el día 1 de julio de 2005. Los medios de comunicación le preguntaron a Juan Carlos I si ratificaría la ley que, en el momento de la pregunta, se estaba debatiendo en las Cortes Generales. El rey respondió que él era el rey de España y no el rey de Bélgica, en referencia al rey Balduino I, quien en su momento no firmó la ley belga que legalizaba el aborto. Efectivamente, Juan Carlos I sancionó la Ley 13/2005, en cumplimiento de las previsiones constitucionales. La Ley 13/2005 fue publicada en el Boletín Oficial del Estado el día 2 de julio de 2005, y entró en vigor el día siguiente, 3 de julio de 2005.
| Propuesta                                                    | Fecha                                                    | Voto |     |     |   |   |   |   |   |   |   |   |   | Total   |
| ------------------------------------------------------------ | -------------------------------------------------------- | ---- | --- | --- | - | - | - | - | - | - | - | - | - | ------- |
| Modificación del Código Civil para el matrimonio igualitario | 30 de junio de 2005 Mayoría absoluta requerida (176/350) | Sí   | 158 | 1   | 5 | 2 | 8 | 5 | 3 | 2 | 1 | 1 | 1 | 187/350 |
| Modificación del Código Civil para el matrimonio igualitario | 30 de junio de 2005 Mayoría absoluta requerida (176/350) | No   |     | 143 |   | 4 |   |   |   |   |   |   |   | 147/350 |
| Modificación del Código Civil para el matrimonio igualitario | 30 de junio de 2005 Mayoría absoluta requerida (176/350) | Abs. |     |     |   | 4 |   |   |   |   |   |   |   | 4/350   |
| Modificación del Código Civil para el matrimonio igualitario | 30 de junio de 2005 Mayoría absoluta requerida (176/350) | Aus. | 6   | 4   |   |   |   | 2 |   |   |   |   |   | 12/350  |

## Contenido de la reforma
La Ley 13/2005 reforma el Código Civil en lo concerniente al derecho a contraer matrimonio. En particular, esta reforma añade un segundo párrafo al vigente artículo 44 del Código civil, manteniendo el primer párrafo intacto:
«El hombre y la mujer tienen derecho a contraer matrimonio conforme a las disposiciones de este Código.
El matrimonio tendrá los mismos requisitos y efectos cuando ambos contrayentes sean del mismo o de diferente sexo.»
Las restantes modificaciones del Código civil efectuadas por la Ley 13/2005 van dirigidas a sustituir las expresiones «marido y mujer» por «cónyuges», y «padre y madre» por «progenitores». Como consecuencia de esta reforma, dos mujeres o dos varones pueden contraer matrimonio, y ese matrimonio tiene la misma naturaleza, requisitos y efectos que el que podían contraer, y tras la reforma pueden seguir contrayendo, una mujer y un varón.
Estos efectos se extienden a todas las materias en las que el matrimonio tenga relevancia: derecho de sucesiones, derecho de residencia, adopción de los hijos del cónyuge, efectos tributarios, derecho a no declarar contra el cónyuge, alimentos, separación, divorcio, etc.

## Efectos y recursos contra la Ley 13/2005

### Contexto internacional
España fue el tercer país del mundo, tras los Países Bajos y Bélgica, en aprobar leyes que permiten el matrimonio entre personas del mismo sexo. En el estado de Massachusetts, este resultado no se logró mediante la aprobación de una ley en el Parlamento, sino como resultado de un procedimiento judicial. Igualmente, a raíz de diversos procedimientos judiciales, poco después de la aprobación en España, Canadá aprobó una legislación que permite el matrimonio entre personas del mismo sexo.

### Problemas de residencia
Al poco tiempo de legalizarse el matrimonio entre personas del mismo sexo, surgieron dudas acerca del estado legal del matrimonio con personas de otros países cuando la solicitud de matrimonio de un español y un indio en Barcelona fue denegada en virtud de que la India no permite este tipo de enlace. Sin embargo, el 22 de julio de 2005, otro juez en Cataluña autorizó el matrimonio entre una española y una argentina, dando preferencia al derecho al matrimonio sobre el hecho de que Argentina no permitía aún estas uniones.
El 27 de julio de 2005 la Junta de Fiscales de Sala emitió un comunicado en el que opinaba que el matrimonio de españoles con personas del mismo sexo de otros países se podía realizar aunque estos últimos no reconocieran el matrimonio igualitario. El matrimonio sería válido de acuerdo a las leyes españolas, pero no implicaría una validez automática en el país de origen del contrayente extranjero.
De acuerdo con las instrucciones del Ministerio de Justicia (Dirección General de Registros y Notariado), los consulados españoles en el extranjero pueden tramitar las solicitudes de matrimonio entre personas del mismo sexo. Se requiere que uno de los contrayentes sea un ciudadano español que resida en dicha demarcación consular. No obstante, el matrimonio solamente puede celebrarse en el consulado si el país en cuestión autoriza dichos matrimonios (de momento, los consulados españoles en Argentina, Boston, Bruselas, Ámsterdam, La Haya, Toronto, Montreal, Ottawa, Ciudad del Cabo, Pretoria y Estocolmo). En todos los demás casos los contrayentes deben casarse en territorio español. Dos extranjeros que no tengan residencia legal en España no pueden contraer matrimonio, pero si la tienen ambos sí pueden hacerlo.

### Recursos
El 21 de julio de 2005, una jueza de la ciudad de Denia denegó la solicitud de matrimonio a una pareja de mujeres y presentó una cuestión de inconstitucionalidad sobre el matrimonio igualitario ante el Tribunal Constitucional en virtud del artículo 32 de la Constitución que contiene la frase "El hombre y la mujer tienen derecho a contraer matrimonio con plena igualdad jurídica". En agosto de 2005, un juez de Gran Canaria detuvo la tramitación de tres expedientes de matrimonio a parejas del mismo sexo y presentó una nueva cuestión. En diciembre de 2005, el Tribunal Constitucional inadmitió a trámite ambas cuestiones debido a que los encargados del Registro Civil no desempeñan en este tipo de expedientes previos al matrimonio civil funciones jurisdiccionales, al integrarse en una estructura administrativa bajo la dependencia del Ministerio de Justicia, por lo que no están facultados para promover cuestiones de inconstitucionalidad. La jueza de Denia fue posteriormente acusada por la Comisión Disciplinaria del Consejo General del Poder Judicial (CGPJ) a finales de mayo de 2007 de cometer una falta grave al negarse a casar a una pareja de homosexuales, y condenada a pagar una multa de 305 euros, al mismo tiempo que recibía un aviso de que incurriría en una falta leve si persistía con sus acciones. Ella ha calificado esto como parte del «aparato propagandístico del Gobierno».
El día 30 de septiembre de 2005, 72 diputados del Partido Popular presentaron un recurso de inconstitucionalidad ante el Tribunal Constitucional contra la mencionada reforma del Código Civil, causando divisiones dentro del propio partido. El recurso fue admitido a trámite por el Tribunal Constitucional. El veredicto se hizo público el 6 de noviembre de 2012, siete años después de su tramitación, con 8 votos a favor del matrimonio igualitario y 3 en contra.
El 27 de febrero de 2007 el Foro Español de la Familia presentó una iniciativa legislativa popular firmada por 1,5 millones de personas para que el matrimonio consistiera únicamente en la unión de un hombre y una mujer, efectivamente prohibiendo el matrimonio entre personas del mismo sexo. La iniciativa fue rechazada por el Congreso de los Diputados.

### Sentencia del Tribunal Supremo
En mayo de 2009 el Tribunal Supremo negó a los jueces la posibilidad de oponerse al matrimonio igualitario. En respuesta a la pretensión manifestada por un juez de Sagunto de ser eximido de celebrar matrimonios entre personas del mismo sexo porque se lo impedían sus creencias católicas, la Sala de lo Contencioso afirmó que los jueces no pueden alegar motivos de conciencia porque están sometidos al principio de legalidad.

### Reacciones sociales
Una encuesta realizada por el Centro de Investigaciones Sociológicas en junio de 2004 indicó que un 66% de españoles apoyaban el matrimonio entre personas del mismo sexo. Una encuesta del Instituto Opina un día antes de la aprobación de la ley indicaba que un 62,1% de españoles apoyaban el matrimonio entre personas del mismo sexo, y un 49,1% apoyaban la adopción por parejas homosexuales. Otra encuesta del Instituto Opina, tomada nueve meses después de la aprobación de la ley, indicaba que un 61% de españoles apoyaban la decisión del Gobierno.
En el mismo sentido, durante la fiesta del Día del Orgullo Gay celebrada el día 2 de julio de 2005 en Madrid (coincidiendo con la publicación de la reforma en el Boletín Oficial del Estado), miles de manifestantes (97 000 asistentes según la policía, 2 000 000 de asistentes según la Federación Estatal de Gays, Lesbianas y Transexuales, dirigida por Beatriz Gimeno) expresaron su apoyo a la ley, considerándola un avance sin precedentes en España. En la misma línea se expresó el presidente del Gobierno, José Luis Rodríguez Zapatero, en el debate final de la Ley 13/2005, al manifestar que su aprobación no era sino un acto de decencia. Mariano Rajoy, presidente del principal partido de la oposición, el Partido Popular, acusó a Zapatero de dividir a la sociedad con esta ley.
En sentido contrario, el día 18 de junio de 2005 (durante la tramitación parlamentaria de la ley), una multitudinaria manifestación convocada en Madrid por el Foro Español de la Familia, organización dirigida por Benigno Blanco (ex secretario de Estado en el gobierno de José María Aznar), así como por otras asociaciones (incluidas algunas católicas), convocó a cientos de miles de personas para oponerse a la equiparación de las uniones entre personas del mismo sexo a los matrimonios, bajo el lema «La familia sí importa, por el derecho a una madre y a un padre, por la libertad».

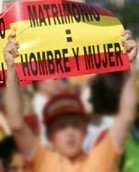
Manifestante del Foro de la Familia contra el matrimonio igualitario.

La Delegación del Gobierno en Madrid contabilizó 166 000 asistentes; el diario El País daba aproximadamente 200 000; los convocantes cifraron la participación en 1 500 000 personas, mientras que la policía —referencia en este tipo de controversias— no quiso dar sus cifras. La manifestación estuvo integrada por unas 5000 asociaciones que, antes y después de la aprobación de la ley, convocaron a varias manifestaciones en Madrid en contra de la aprobación de la misma.
Esta manifestación fue apoyada por la Iglesia católica española, contando con la asistencia de dieciocho obispos y el cardenal Antonio María Rouco Varela, arzobispo de Madrid y expresidente de la Conferencia Episcopal Española. La manifestación fue igualmente apoyada por el Partido Popular, con asistencia de destacados líderes, si bien su presidente Mariano Rajoy no tomó parte en ella. Aun así, el Partido Popular tuvo que escuchar algunas voces disonantes en sus propias filas como la del coordinador del Grupo de Gays y Lesbianas del PP, Javier Gómez, quien señaló que, de haberse permitido la libertad de voto, 42 de los diputados populares se habrían pronunciado a favor de la ley. Solicitó además, que su compañero de partido y alcalde de Madrid, Alberto Ruiz-Gallardón le casara con su pareja, hecho que tuvo lugar pocas semanas después a pesar de las críticas del arzobispado de Madrid y de numerosos diputados populares.
Los obispos españoles señalaron que el Gobierno, al igualar a las parejas hetero y homosexuales, devaluaba el significado del término matrimonio. El presidente del Pontificio Consejo para la Familia de la Santa Sede, el cardenal López Trujillo, mostró su absoluto rechazo ante la nueva ley y llamó a la objeción de conciencia de los funcionarios católicos a la hora de tramitar estos matrimonios, aunque esto pudiera costarles el empleo. El Foro Español de la Familia expresó su preocupación sobre la posibilidad de que las parejas homosexuales pudieran adoptar y criar menores, y argumentaron que la adopción es un derecho para el menor, no para los padres.
Las asociaciones LGBT replicaron que la adopción por parte de parejas homosexuales había estado existiendo de facto durante mucho tiempo en España, pues muchas parejas estaban criando a menores adoptados por uno de los miembros de la pareja. La adopción por parte de parejas homosexuales ya era legal en el País Vasco, Navarra, Asturias, Aragón y Cataluña antes de que la legalización del matrimonio igualitario permitiera la adopción a nivel nacional. 
Estas asociaciones también señalaron que no existe base científica para el argumento de que la orientación sexual de los padres implique problemas en el desarrollo de los menores. Esto es apoyado oficialmente por el Colegio Oficial de Psicólogos de España, que además indica que la homosexualidad no es una patología.

## Estadísticas y datos posteriores

Tasa de nupcialidad de matrimonios homosexuales en España en 2008
0,127 - 0,060
0,060 - 0,040
0,040 - 0,020
0,020 - 0,013

El 4 de septiembre de 2005, el periódico conservador La Razón publicó datos de 273 de las 430 Oficinas de Registro Civil, indicando que 24 matrimonios entre personas del mismo sexo habían ocurrido (hasta dicha fecha) de los 35 000 estimados. El periódico argumentaba que estos datos contradecían las justificaciones del Gobierno y de activistas LGBT de que esta ley beneficiaría a un 5-10 % de la población. 
El 27 de diciembre de 2005, el ministro de Justicia anunció que 327 matrimonios (90 en Madrid, 63 en Valencia, 35 en Barcelona y 18 en Sevilla) se habían registrado hasta el 5 de diciembre de 2005 en los 200 registros civiles informatizados (de 437 existentes en España). En el resto del país, el matrimonio entre personas del mismo sexo no había sido diferenciado del heterosexual al contabilizar el número total de matrimonios civiles.
A principios de marzo de 2006, Pedro Zerolo, miembro de la Ejecutiva Federal del PSOE, anunció que más de 1000 parejas del mismo sexo habían contraído matrimonio. 800 matrimonios fueron registrados en las áreas informatizadas (la mitad del país aproximadamente) y otros 200 se estimaban en el resto. Zerolo también dijo que uno de cada diez matrimonios en España era entre personas del mismo sexo. Según la FELGTB (Federación Estatal de Lesbianas, Gays, Transexuales y Bisexuales), unas 4500 parejas del mismo sexo se casaron durante el primer año de vigencia de la ley, 50 peticiones de adopción fueron realizadas y 3 divorcios fueron consumados.
El 27 de junio de 2007 la dirección general de Registros y Notariado (DGRN) del Ministerio de Justicia hizo público que 3340 parejas habían contraído matrimonio desde que la ley entró en vigor, pero reconociendo que esta cifra puede ser «una tercera parte de la realidad», ya que solo se incluyen los datos de los 356 registros informatizados y no se contabilizan los datos de los más de 7000 juzgados de paz ni del País Vasco. Así, según el Ministerio de Justicia, de 3340 matrimonios entre homosexuales, 2375 han sido entre hombres y 965 entre mujeres. Madrid sigue siendo la comunidad con mayor número de bodas, con 1060, seguida de Cataluña, con 871, Andalucía, con 399, y Comunidad Valenciana, con 263, Baleares registró 116 matrimonios; Asturias, 101; Castilla y León, 89; Aragón, 86; Canarias, 83; Región de Murcia, 61 y Castilla-La Mancha, 56; Extremadura, 54; Galicia, 31; Cantabria, 28; Navarra, 25 y La Rioja, 13.
Según el Instituto Nacional de Estadística (INE), hasta el final de 2011 se celebraron 23523 matrimonios entre personas del mismo sexo: 1275 en 2005, 4574 en 2006, 3250 en 2007, 3549 en 2008, 3412 en 2009, 3583 en 2010 y 3880 en 2011. Por comunidades autónomas, las que celebraron más matrimonios entre personas del mismo sexo en 2009 fueron: Cataluña, con 895 enlaces (3,24% del total de matrimonios en la comunidad); Madrid, con 547 (2,77%); Andalucía, con 455 (1,35%); Comunidad Valenciana, con 427 (2,34%); y Canarias, con 224 (3,70%).
El dato aumentó hasta más de 49 000 matrimonios igualitarios en 2020.
| Año               | Entre varones | Entre mujeres | Total del mismo sexo | Total matrimonios | % entre matrimonios diferente y mismo sexo |
| ----------------- | ------------- | ------------- | -------------------- | ----------------- | ------------------------------------------ |
| 2005(desde julio) | 914           | 355           | 1269                 | 120 728           | 1,05                                       |
| 2006              | 3000          | 1313          | 4313                 | 203 453           | 2,12                                       |
| 2007              | 2141          | 1052          | 3193                 | 201 579           | 1,58                                       |
| 2008              | 2051          | 1143          | 3194                 | 194 022           | 1,65                                       |
| 2009              | 1984          | 1098          | 3082                 | 174 062           | 1,77                                       |
| 2010              | 1955          | 1238          | 3193                 | 167 247           | 1,91                                       |
| 2011              | 2073          | 1467          | 3540                 | 159 798           | 2,22                                       |
| 2012              | 1935          | 1520          | 3455                 | 165 101           | 2,09                                       |
| 2013              | 1648          | 1423          | 3071                 | 153 375           | 2,00                                       |
| 2014              | 1679          | 1596          | 3275                 | 159 375           | 2,05                                       |
| 2015              | 1925          | 1813          | 3738                 | 165 172           | 2,26                                       |
| 2016              | 2188          | 2132          | 4320                 | 171 023           | 2,53                                       |
| 2017              | 2323          | 2314          | 4637                 | 168 989           | 2,74                                       |
| 2018              | 2358          | 2512          | 4870                 | 162 743           | 2,99                                       |
| 2019              | 2492          | 2649          | 5141                 | 161 389           | 3,19                                       |
| 2020              | 1504          | 1685          | 3189                 | 87 481            | 3,65                                       |
| TOTAL             | 32 170        | 25 310        | 57 480               | 2 615 537         | 2,20                                       |

El 25 de julio de 2007 la Fundación BBVA hizo público su informe Retrato social de los españoles, en el que se refleja que el 60% de los españoles aceptan el matrimonio entre personas del mismo sexo. El apoyo es mayoritario entre los jóvenes, entre 15 y 34 años (75%), las personas con estudios superiores (71%), los no adscritos a una religión (75,5%), y los que se identifican con la izquierda y el centro-izquierda (71,9%). Sin embargo, sólo un 44% se encuentra a favor de la adopción por parejas homosexuales, frente a un 42% que se opone.
Una encuesta de 2011 realizada en España reveló que un 56% de los ciudadanos se muestra a favor de que la uniones entre personas del mismo sexo se denominen «matrimonio» y de que puedan adoptar hijos.

## Uniones religiosas
Son reconocidas para efectos civiles, aplicando el derecho de libertad de culto, todas las uniones religiosas monógamas (bendiciones o matrimonios) que sean celebradas por comunidades inscritas en el Registro de entidades religiosas de España, obteniendo así el reconocimiento oficial por parte del Estado español. Dentro de las iglesias del protestantismo español han comenzado a debatir y permitir, a partir del siglo XXI, diferentes tipos de bendiciones de uniones del mismo sexo. La Iglesia Evangélica Española, una de las dos iglesias protestantes históricas que hay en el país, aprobó en su sínodo de 2016 la “Declaración de Mamré”, la cual exhortaba a una pastoral de la acogida de las personas homosexuales y sus familias, evitando la invisibilidad y trabajando en el acompañamiento de la diversidad.